# Platystele dodsonii
Platystele dodsonii är en orkidéart som beskrevs av Carlyle August Luer. Platystele dodsonii ingår i släktet Platystele och familjen orkidéer. Inga underarter finns listade i Catalogue of Life.